# 陈舒 (1977年)
陈舒（1977年6月—），雲南昆明人，云南电视台都市频道播音组组长，新聞節目《都市条形码》主播。2010年獲云南省妇女联合会選為「2010云南十大女杰」。2000年毕业于北京广播学院播音主持艺术学院。